# Poison Idea
A Poison Idea egy 1980-ban alakult amerikai punk rock együttes volt. A zenekar az Oregon állambeli Portlandben alakult. Eléggé hullámzó pályafutást éltek meg, hiszen 1993-ban feloszlottak, majd 1998-tól megint együtt voltak, 2017-ben pedig véglegesen feloszlottak. 2019-ben újabb búcsúkoncertet tartottak. A zenekar a nyolcvanas illetve kilencvenes években kultikus és jelentős zenekarnak számított. A tagcserék is sűrűek voltak a karrierjük alatt, az utolsó felállás ez volt: Jerry A. – ének, Tom Roberts (becenevén "Pig Champion") – gitár, Matt Brainard – gitár, Chris Carey – basszusgitár, Chris Cuthbert – dobok. Jerry A. volt az egyetlen olyan zenész, aki a kezdetektől fogva képviselte az együttes sorait. Pályafutásuk alatt hét nagylemezt, több középlemezt, hat koncertalbumot, illetve nyolc válogatáslemezt jelentettek meg. A zenekar nagy hatásúnak számított, több "újabb" zenei társulat is őket jelölte meg hatásukként, például Nirvana, Eyehategod, Turbonegro, Napalm Death, Pantera, Machine Head stb. A Pantera, Turbonegro, Machine Head dolgozott is fel Poison Idea számokat, de egyéb együttesek is feldolgozták a dalokat.

## Diszkográfia

### Stúdióalbumok
- Kings of Punk (1986)
- War All the Time (1987)
- Feel the Darkness (1990)
- Blank Blackout Vacant (1992)
- We Must Burn (1993)
- Latest Will and Testament (2006)
- Confuse and Conquer (2015)